# Testudinaria
Testudinaria is een geslacht van spinnen uit de  familie van de wielwebspinnen (Araneidae).

## Soorten
- Testudinaria bonaldoi Levi, 2005
- Testudinaria debsmithae Levi, 2005
- Testudinaria elegans Taczanowski, 1879
- Testudinaria geometrica Taczanowski, 1879
- Testudinaria gravatai Levi, 2005
- Testudinaria lemniscata (Simon, 1893)
- Testudinaria quadripunctata Taczanowski, 1879
- Testudinaria rosea (Mello-Leitão, 1945)
- Testudinaria unipunctata (Simon, 1893)